# François Romain
Pour les articles homonymes, voir Romain.
François Romain (nom latinisé: Franciscus Romanus) est un architecte flamando-français né le 22 mars 1647 à Gand et mort à Paris le 7 janvier 1735.

## Biographie
Franciscus Rooman (François Romain) est né le 22 mars 1647 à Gand, ses parents sont Bertholomaei Rooman et Barbarae Lambrecht. Il débute un noviciat, comme frère lai, chez les Dominicains de Maëstricht, le 29 avril 1672. Il confirme son engagement en prononçant ses vœux religieux le 7 mai 1675.
Dominicain, il participe à de nombreuses constructions ou reconstructions. À la fin de 1684, il termine le pont Saint-Servais de Maastricht. Il est alors appelé à Paris au début du 1685 pour suivre les travaux de construction du pont Royal qui commencent au second semestre de 1685 et sont reçus en octobre 1689. Il intervient sur la construction de l'église Saint-Didier d'Asfeld.
En 1689, Louis II Phélypeaux de Pontchartrain succéde à Claude Le Peletier dans les fonctions de Contrôleur général des finances. Cette fonction fait rentrer dans ses activités les ponts et chaussées du Royaume. S'étant lié d'amitié avec le comte de Pontchartrain, Frère Romain va alors intervenir sur le château de Pontchartrain ainsi que sur différents bâtiments se trouvant à l'intérieur du fief de Pontchartain.
Il participe à la restauration de l'église de l'abbaye de Jouy. En 1691, il propose un dessin pour le nouveau pont de Moulins mais celui-ci n'est pas retenu par l'Académie royale d'architecture qui lui préfère le dessin de Libéral Bruand.
Émiland Gauthey, dans son Traité des Ponts, écrit que pour la construction du pont Royal, plusieurs techniques nouvelles ont été apportées par le frère Romain :
- utilisation de dragues pour le creusement du sol d'assise des piles ;
- utilisation de caissons pour la réalisation des fondations ;
- utilisation de pouzzolane dans les mortiers.

Il est nommé inspecteur des ponts et chaussées dans la généralité de Paris, après la retraite de Libéral Bruand, en 1695.
En 1723, âgé, il est déchargé d'une partie de ses fonctions dans la généralité de Paris pour ne conserver que Dreux et Montfort, proches du château de Pontchartrain où il réside. En 1726, la maladie le contraint à se retirer à Paris. Il est définitivement démis de toutes ses fonctions d'inspecteur des ponts et chaussées en 1732, à l’âge de 84 ans.

## Réalisations
- Église Saint-Didier d'Asfeld (construction)[1]
- Pont Saint-Servais, à Maastricht (reconstruction partielle)[4]